# Proteste contro le politiche COVID-19 in Italia
Dal 25 marzo 2020, migliaia di persone da tutta Italia hanno iniziato a protestare contro le normative COVID-19 imposte in Italia.

## Sequenza temporale

### 2020
Marzo
Alcuni esponenti del clero cattolico in Italia hanno iniziato a postare videomessaggi in risposta alle politiche di blocco e di riapertura che sono state lentamente introdotte in Italia man mano che i tassi di infezione della pandemia sono diminuiti. Giovanni D'Ercole, vescovo di Ascoli Piceno nelle Marche, ha affermato in un video che l'impossibilità per le istituzioni religiose di svolgere funzioni al di fuori dei funerali era come una dittatura. Ciò ha coinvolto anche papa Francesco, che ha cercato di calmare le acque agitate in una predica del martedì, in cui ha invitato i cristiani all'obbedienza e al rispetto delle restrizioni.
Aprile
Nonostante i divieti, i disoccupati storici e i centri sociali di Napoli sono scesi in piazza. Dal 25 aprile, in occasione della Festa della Liberazione, sono stati firmati striscioni dal gruppo di disoccupati "7 novembre" che chiedono "ammortizzatori di massa e reddito universale".
Maggio
Il 30 maggio è iniziata una manifestazione illecita, organizzata in particolare da Marcia su Roma e CasaPound, per protestare contro il governo. Tra questi, alcuni indossavano anche i 'gilet arancioni', molti cittadini di diverse zone d'Italia con gli slogan "Traditori. Ridateci la nostra libertà” e “Il coronavirus è tutto un disegno politico, economico e sociale perché vogliono venderci alla Cina”. I presenti erano circa duecento, con 70 quelli individuati dalla Questura di Roma a fine giornata.
Giugno
Il 20 giugno, in piazza del Duomo a Milano, a partire dalle 15:00, è andata in scena la manifestazione "Salviamo la Lombardia ", la protesta organizzata da numerosi gruppi - tra cui Medicina Democratica, Milano 2030, Arci e I sentinelli - che mette la Lombardia il presidente Attilio Fontana e la sua giunta nel mirino per il lavoro svolto durante l'emergenza Coronavirus.
Ottobre
Il 23 ottobre 2020 centinaia di persone hanno manifestato a Napoli nel tratto costiero di Mergellina, dopo che le misure COVID-19 più severe sono state imposte alla città e all'intera regione Campania. I manifestanti si sono scontrati con la polizia, ferendo sette agenti con fumogeni, bruciando cassonetti e gridando contro il presidente della regione, Vincenzo De Luca. Alcune persone hanno lanciato proiettili contro la polizia e due persone sono state arrestate. Violente proteste si sono diffuse nei giorni successivi in diverse città italiane, con scontri tra manifestanti e forze dell'ordine, vetri infranti e saccheggi di negozi; diverse inchieste hanno sottolineato che queste proteste erano state infiltrate da movimenti di estrema destra e di estrema sinistra (come Forza Nuova e i centri sociali), gruppi skinhead e teppisti del calcio.
Novembre
Il 13 novembre la Campania diventa zona rossa e a Napoli iniziano le proteste. All'incrocio tra via Cesario Console e via Nazario Sauro, circa duecento manifestanti del settore mercato hanno bloccato il traffico delle auto, protestando in mezzo alla strada con uno striscione “Non ci fermeremo mai”.
Dicembre
Molte persone in tutta Italia, compresi ristoratori e altri commercianti, hanno iniziato a protestare il 14 e 15 dicembre per rendere possibile la celebrazione del Natale.

### 2021
Gennaio
La protesta dei grembiuli bianchi di negozianti e ristoratori, indetta da Fipe-Confcommercio e alla quale hanno aderito anche Fiepet-Confesercenti e l'Associazione dei pubblici esercizi trentini. Circa 250 imprenditori si sono incontrati al parcheggio ex Zuffo con le loro auto e si sono poi spostati in corteo al Commissariato del Governo, dove dopo un breve momento di confronto con il prefetto Sandro Lombardi, hanno simbolicamente consegnato i loro grembiuli in segno di protesta per lo stallo si è creato, con orari ristretti e penalizzanti, prescrizioni e divieti.
Febbraio
Il 25 febbraio Mario Draghi, il presidente del Consiglio italiano, ha proposto una soluzione al problema delle difficoltà scolastiche dovute al virus, proponendo di prolungare le lezioni scolastiche fino al 30 giugno. Questo ha scatenato le proteste a Napoli, in piazza Plebiscito, dove in migliaia, tra docenti, studenti e personale scolastico, hanno protestato contro il governo Draghi.
Luglio
Giovedì 22 luglio 2021, poche ore dopo che il primo ministro Draghi aveva annunciato il nuovo Certificato COVID digitale dell'UE, le restrizioni sono arrivate il 6 agosto 2021, spingendo migliaia di persone a protestare contro la regola con una manifestazione del cosiddetto No Paura Day a Torino.
La certificazione verde COVID-19 doveva diventare un certificato che consentiva solo ai cittadini vaccinati di entrare in ristoranti, piscine, palestre, cinema, stadi sportivi e altri luoghi pubblici, cosa che il presidente del Consiglio Draghi ha affermato essere necessaria per la riapertura della società. Questo certificato dovrebbe fornire la prova della vaccinazione completa contro la COVID-19, un recente risultato negativo del test o la prova della guarigione dalla COVID-19. I proprietari di imprese dovrebbero affrontare multe salate se si rifiutano di far rispettare questo nuovo regolamento.
Il 24 luglio, la gente ha protestato a Roma, dove 3.000 persone si sono radunate in Piazza del Popolo, a Napoli, a Torino, a Milano, e Genova. In migliaia sono scesi in piazza per protestare contro la regola. I manifestanti hanno cantato: "No Green Pass!" , "Abbasso la dittatura!" o "Libertà!" Un cartello a Roma diceva: "I vaccini ti rendono libero" sopra un'immagine delle porte di Auschwitz. Alcuni manifestanti a Genova indossavano persino distintivi gialli della stella di David che dichiaravano il loro stato non vaccinato.
Ottobre
Nell'agosto 2021, il governo italiano ha esteso l'obbligo del Certificato COVID digitale dell'Ue (noto anche con il nome giornalistico "Green Pass") alla partecipazione a eventi sportivi e festival musicali, all'accesso a luoghi al chiuso come bar, ristoranti e palestre, nonché per quanto riguarda il trasporto pubblico a lunga percorrenza. Successivamente, il governo italiano ha deciso di estendere il mandato della certificazione verde COVID-19 a tutti i luoghi di lavoro, pubblici e privati, a partire dal 15 ottobre 2021. Lo stato di emergenza in Italia è stato prorogato fino alla fine dell'anno.
Con l'avvicinarsi della scadenza per la vaccinazione obbligatoria, sabato 9 ottobre si sono intensificate le proteste contro il mandato del certificato verde. Circa 10.000 persone si sono radunate in Piazza del Popolo a Roma. Lì, una folla guidata dai militanti del partito di estrema destra di Forza Nuova, tra cui il suo fondatore Roberto Fiore e il leader romano Giuliano Castellino, e da un ex membro dei NAR Luigi Aronica, ha preso d'assalto e vandalizzato la sede nazionale della Confederazione Generale Italiana del Lavoro, il più grande sindacato d'Italia. Nei giorni e nelle settimane successive, le proteste si sono estese ad altre città italiane con una connotazione simile alle proteste di luglio e agosto in Francia.
Nell'ottobre 2021, i lavoratori portuali di Trieste hanno proclamato uno sciopero e bloccato l'accesso alle banchine per protestare contro l'introduzione di un certificato verde obbligatorio per accedere al posto di lavoro. Lo sciopero è durato diversi giorni fino a quando non è stato interrotto il 18 ottobre 2021 dalle forze dell'ordine italiane utilizzando cannoni ad acqua e gas lacrimogeni; ciò ha provocato una serie di violenti scontri tra polizia e manifestanti che si sono protratti per diverse ore, dopodiché la folla ha occupato per diversi giorni piazza Unità d'Italia. Nei fine settimana successivi sono seguite proteste in città, alcune delle quali violente.
In risposta ai disordini, il ministero dell'interno italiano ha vietato le proteste nei centri cittadini fino alla fine dell'emergenza.

#### L'assedio della sede nazionale della CGIL a Roma
Il 9 ottobre 2021, durante la manifestazione dei No Green Pass, un gruppo di manifestanti del partito neofascista Forza Nuova ha assaltato la sede della Confederazione Generale Italiana del Lavoro a Roma. Un corteo non autorizzato, nato per contrastare la pubblicazione del decreto-legge che obbligava l'utilizzo della certificazione verde sul luogo di lavoro, iniziò ad incamminarsi per le vie di Roma, creando scompiglio, confusione e utilizzando vari oggetti come armamento. I luoghi bersaglio furono molteplici, tra cui la sede nazionale della CGIL. A condannare la reazione violenta avvenuta quel giorno gran parte dei politici italiani, sia del centro-destra che del centro-sinistra. Il segretario nazionale Maurizio Landini, oltre a sostenere l'idea dell'offesa alla democrazia e al lavoro, ribadì che nessuno avrebbe riportato l'Italia nel ventennio fascista, sostenendo che l'accaduto fosse frutto di squadrismo, idea sostenuta anche dai segretari nazionali Luigi Sbarra di CISL e Pierpaolo Bombardieri di UIL.
A conclusione degli eventi, gli arrestati furono 12, tra cui Roberto Fiore, Giuliano Castellino, leader romano di Forza Nuova, Pamela Testa, colei che rivendicò l'organizzazione dell'evento, Biagio Passaro, Luigi Aronica, uno dei fondatori dei Nuclei Armati Rivoluzionari, e Fabio Corradetti, figlio della compagna di Castellino, i denunciati 57, con capi d'accusa come saccheggio, istigazione a delinquere, violazione di domicilio e resistenza, e 41 feriti delle forze dell'ordine.

#### Da novembre 2021
In seguito a tale divieto di proteste nei centri cittadini e, da febbraio 2022, al progressivo alleggerimento delle restrizioni relative alla pandemia di COVID-19 in Italia, con la fine dello stato di emergenza il 31 marzo 2022, si è verificato un generale calo di partecipanti alle manifestazioni contro le restrizioni.